# Ramón Sánchez Pizjuán
Ramón Sánchez-Pizjuán Muñoz (Sevilla, 21 de desembre de 1900 - 28 d'octubre de 1956) va ser un advocat sevillà, conegut per ser president de l'equip de futbol Sevilla Fútbol Club durant 17 anys, en 2 etapes diferents: 1932 - 1941, 1948-1956.

## Biografia
En 1923, a l'edat de 23 anys, el president Manuel Blasco Garzón el nomena directiu amb el càrrec de secretari, va seguir en el mateix lloc amb Juan Domínguez y Pérez de Vargas (Baró de Gracia Real) substituint-lo en la presidència el 16 de febrer de 1932, ocupant el càrrec de president fins a la seva marxa a la Federació Espanyola de Futbol amb el càrrec de vicepresident de Javier Barroso Sánchez-Guerra el 5 de desembre de 1941. Havia estat membre del Partit Liberal.
Quan esclata la Guerra Civil espanyola dedica el seu esforç a preservar a tota la plantilla per evitar que vagin al front, amb l'ajuda d'Antonio Sánchez Ramos i l'entrenador Pepe Brand munten la coneguda com a davantera "Stuka" amb López, Pepillo, Campanal, Raimundo i Berrocal. Durant la guerra el Sevilla juga més de 80 partits per tota la zona nacional, la majoria d'aquests partits eren benèfics, en pros dels soldats, nens orfe per la guerra, menjadors populars, etc. El 1935 i el 1939 el Sevilla guanya la Copa d'Espanya i la temporada 1939-1940 queda segon a la Lliga.
Quan deixa la Federació Espanyola torna a la presidència del Sevilla. El 1948 torna a guanyar la Copa. La temporada 1950-1951 va quedar novament segon a la Lliga i la temporada 1953-1954 quedà segon a la Copa. Projecta la construcció d'un nou estadi per al Sevilla FC en terres que van comprar el 1937, però van morir abans de l'inici de la construcció. L'estadi, que es va iniciar poc després de la seva mort, sota la presidència de Ramón de Carranza Gómez de Pablo i va ser batejat amb el seu nom: Estadi Ramón Sánchez Pizjuán.